# 开封东站
开封东站是一个陇海线上的铁路车站，位于河南省开封市顺河回族区，建于1954年，目前为四等站，邮政编码为475002。目前客运：办理旅客乘降；不办理行李、包裹托运；货运：办理整车、零担货物发到；办理整车货物承运前保管；不办理整车爆炸品及一级氧化剂发到。